# 约翰·阿瑟
约翰·阿瑟（英語：John Arthur，1929年8月29日—2005年5月19日），南非男子拳击运动员。他曾代表南非参加1948年夏季奥林匹克运动会拳击比赛，获得男子80公斤以上级铜牌。他于2005年去世，享年75岁。